# ادموند کلاسن
اِدموند کلاسن (هلندی: Edmond Classen؛ ۱۶ مهٔ ۱۹۳۸ – ۲۷ ژانویهٔ ۲۰۱۴) هنرپیشه اهل هلند بود. وی در بین سال‌های ۱۹۶۳ تا ۲۰۱۲ در ۴۹ فیلم و برنامهٔ تلویزیونی بازی کرد.